# 奥多摩ハイキングフリーきっぷ
奥多摩ハイキングフリーきっぷ（おくたまハイキングフリーきっぷ）とは、2012年3月30日まで、西武鉄道が発売していた周遊券のことであり、現在、すでに販売は終了している。

## 概要
西武線発駅～西武拝島線拝島駅までの往復割引乗車券とJR青梅線拝島駅～奥多摩駅間およびJR五日市線拝島駅～武蔵五日市駅間が乗り降り自由の周遊券であった。有効期間は使用開始日を含めて2日間。乗車券の提示で観光施設の料金が割引となる特典もついていた。
JR東日本でもほぼ同一内容の「奥多摩･秋川自由乗車券」を首都圏各駅発の設定で発売していたが、平成13年に廃止された。ほぼ同じ時期に入れ替わるように発売されたのがこの商品であった。
当初は、定期券と同じく角が丸まっている青い地紋・自動改札機対応の券だったが、その後、自動改札対応にかわりはないものの、他の割引乗車券と同様の正方形のピンク色地紋の定期券サイズのものに変更された。

## 発売されていた箇所
- 西武線各駅（但し、東飯能駅、小竹向原駅、拝島駅、国分寺駅および多摩川線各駅を除く）

## 料金
拝島駅までの往復運賃を3割引した金額に拝島駅から御嶽駅までの往復運賃である760円を追加した金額であった。この為、御嶽駅以遠への単純往復でも割引となった。（10円未満は切り捨て。）